# Фатих Теке
Фатих Теке је бивши турски фудбалер. Рођен је 9. септембра 1977. године. 
Теке је играо у Турске за Трабзонспор, Алтај и Газијантепспор. Године 2006. дошао у Русију и потписао за Зенит. У првој утакмици за Зенит против Шињика постигао је гол.
2007. године постао је првак Русије. 2008. године је играо у финалу Купа УЕФА против Глазгов Ренџерс. Зенит је тада победио 2:0. Исте године Теке је играо у Лиги првака. У утакмици против Бате (1:1) постигао је гол.